# Française des Jeux (wielerploeg)/1997
Deze pagina geeft een overzicht van de wielerploeg Française des Jeux in 1997.
| Naam                                  | Geboortedatum | Nationaliteit       | Ploeg 1996                |
| ------------------------------------- | ------------- | ------------------- | ------------------------- |
| Franck Bouyer                         | 17-03-1974    | Frankrijk           | Agrigel-La Creuse         |
| Florent Brard (stagiair vanaf 01-09)  | 07-02-1976    | Frankrijk           | -                         |
| Patrick D'Hont (stagiair vanaf 01-09) | 18-11-1975    | België              | -                         |
| Thomas Davy                           | 01-05-1968    | Frankrijk           | Banesto                   |
| Mauro Gianetti                        | 16-03-1964    | Zwitserland         | Polti                     |
| Frédéric Guesdon                      | 14-10-1971    | Frankrijk           | Polti                     |
| Stephane Heulot                       | 20-09-1971    | Frankrijk           | GAN                       |
| Chris Horner                          | 23-10-1971    | Verenigde Staten    | NutraFig-Colorado Cyclist |
| Xavier Jan                            | 02-06-1970    | Frankrijk           | Force Sud                 |
| Christophe Mengin                     | 03-09-1968    | Frankrijk           | Casino-C'est votre equipe |
| Erwann Menthéour                      | 29-06-1973    | Frankrijk           | Aki-Gipiemme              |
| Damien Nazon                          | 26-06-1974    | Frankrijk           | Banesto                   |
| Jean-Patrick Nazon                    | 18-01-1977    | Frankrijk           | beloften                  |
| Andrea Peron                          | 14-08-1971    | Italië              | Motorola                  |
| Franck Perque (stagiair vanaf 01-09)  | 30-11-1974    | Frankrijk           | -                         |
| Davide Rebellin                       | 09-08-1971    | Italië              | Polti                     |
| Simone Rebellin                       | 19-07-1970    | Italië              | Polti                     |
| Maximilian Sciandri                   | 15-02-1967    | Verenigd Koninkrijk | Motorola                  |
| Eddy Seigneur                         | 15-02-1969    | Frankrijk           | GAN                       |
| Flavio Vanzella                       | 04-03-1964    | Italië              | Motorola                  |
| Nicolas Vogondy                       | 08-08-1977    | Frankrijk           | beloften                  |

1997 · 1998 · 1999 · 2000 · 2001 · 2002 · 2003 · 2004 · 2005 · 2006 · 2007 · 2008 · 2009 · 2010 · 2011 · 2012 · 2013 · 2014 · 2015 · 2016 · 2017 · 2018 · 2019 · 2020 · 2021 · 2022 · 2023 · 2024 · 2025